# Кеменау
Кеменау (њем. Kemmenau) општина је у њемачкој савезној држави Рајна-Палатинат. Једно је од 137 општинских средишта округа Рајн-Лан. Према процјени из 2010. у општини је живјело 470 становника. Посједује регионалну шифру (AGS) 7141071.

## Географски и демографски подаци
Кеменау се налази у савезној држави Рајна-Палатинат у округу Рајн-Лан. Општина се налази на надморској висини од 382 метра. Површина општине износи 3,8 km². У самом мјесту је, према процјени из 2010. године, живјело 470 становника. Просјечна густина становништва износи 125 становника/km².